# Wilhelm Westrup

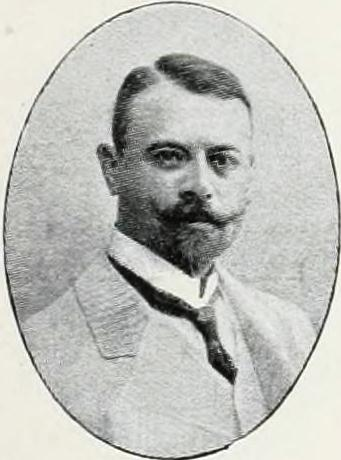
Wilhelm Westrup.

Johan Wilhelm Magnus Westrup, född 13 maj 1862 i Lunds stadsförsamling, Malmöhus län, död 11 september 1939 i Villie församling, Malmöhus län, var en svensk affärsman, industriman och riksdagsman. 
Westrup utbildade sig vid Schartaus Handelsinstitut (1880), avlade studentexamen (1882), bedrev kommersiella studier i Hamburg och blev därefter till en början delägare i faderns manufakturfirma i Lund. Hans senare verksamhet var huvudsakligen inriktad på sockerindustribranschen; 1886 grundlade han en sockerfabrik i Lund, sedermera en i Svedala samt övertog Karlshamns. Han var en av medstiftarna till Svenska Sockerfabriks AB (1907), i vars styrelse han från början ingick.
Westrup var också verksam i ett flertal industriella, kommunikations- och jordbruksföretag, i egenskap av styrelseledamot eller ordförande, han var initiativtagare till Sydsvenska kredit AB och Skånes skiljenämnd för handel, industri och sjöfart, var styrelseledamot i Skånes industri- och handelskammare och var ledamot av sockerskattekommittén 1902–1904.
Westrup var stadsfullmäktig i Lund sedan 1893 och blev landstingsman 1906. Även inom andra områden togs hans intresse och arbetskraft i anspråk: han valdes till medlem av den första styrelsen för den 1920 upprättade Vetenskapssocieteten i Lund och blev samma år ordförande i Kulturhistoriska föreningen (efterträdde Pontus Fahlbeck). Under 20-talet drog han ned på sin industriella verksamhet och arbetade i stället mer på den gård han köpt 1903, Rydsgårds gods i Skurup.
Westrup var 1919 ledamot av första kammaren (för högern). 1923 lämnade han ordförandeskapet i Kulturhistoriska föreningen.
Han var gift med Gudrun Juel-Westrup (1866–1948), som var syster till den norska författarinnan Dagny Juel, och blev adoptivfar till diplomaten Zenon P. Westrup och dennes syster Iwa Dorotha Przybyszewska Westrup, född 1897 i Kongsvinger samt Ragnhild Werpeland Stang Westrup, född samma år i Östre Aker vid Oslo.